# Rovina del Goglio del 1º novembre 1666
La rovina del Goglio fu un evento catastrofico, occorso il 1º novembre 1666, che colpì i paesi di Valgoglio nella frazione Novazza e Gromo dell'alta Val Seriana nella provincia di Bergamo, causando una settantina di vittime, molti senzatetto e la distruzione di molti opifici con gravi conseguenze sociali ed economiche.

## L'economia e gli opifici
Il Goglio è un torrente di montagna, che nasce dai laghi delle Alpi Orobie al di sopra del lago di Aviasco confluendo nel Serio a fondovalle, in località Pranzera di Gromo dopo un percorso di 5 km superando un dislivello di circa 1550 m.
Fin dal XIII secolo, sul lato destro del torrente, dalla frazione Colarete alla località Pranzera, ne vennero usate le acque per mezzo di chiuse, servendo opifici che forgiavano armi bianche; questa zona era chiamata contrada del Goglio.
L'estrazione del ferro e di altri minerali viene documentata già da Plinio il Vecchio (23-79 d.C.) chiamando
Damnatio ad metalla, nel suo Naturalis historia i cristiani condannati dai romani a cavar metalli nelle miniere dell'alta Val Seriana.
L'alta valle - con altre limitrofe - fu donata da Carlo Magno nel 774 ai monasteri di San Martino di Tours e di Saint-Denis. Ripresa dalla chiesa di Bergamo nel 1026, essa diventò oggetto di contese e scontri, centrati sui diritti minerari tra il vescovado e le famiglie nobili locali, possedenti i terreni con le miniere di ferro e d'argento. Tra queste i Colleoni e i Rivola. Nel 1267 il paese ottenne il privilegio di essere chiamato borgo, con il diritto di lavorare i minerali godendo dei redditi derivanti dall'estrazione e lavorazione.

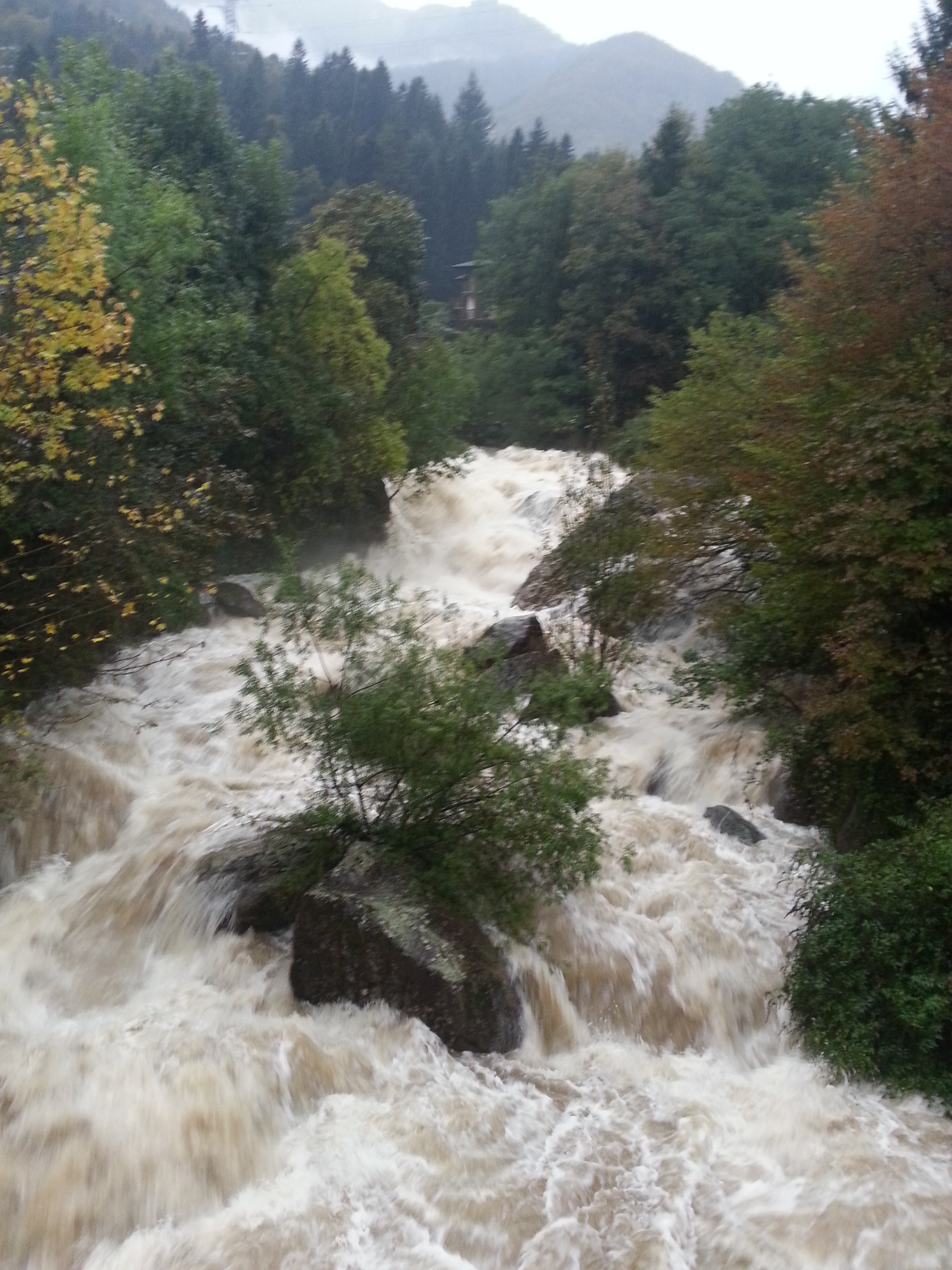
Torrente Goglio in piena - località Prenzera, conosciuta come la Contrada del Goglio

La lavorazione del ferro in alta valle divenne molto importante e maggiormente produttiva con la dominazione veneta del 1427; essa comprendeva non solo il territorio di Gromo, che veniva considerata la piccola Toledo, ma anche l'indotto dei paesi limitrofi.
La pala d'altare della Chiesa di San Gregorio intitolata  Madonna con il bambino tra i santi Gregorio Magno e Carlo Borromeo, dipinta nel 1624 da Enea Salmeggia e la mappa di proprietà privata, disegnata dal notaio Bartolomeo Scacchi, illustrano come si presentava allora il paese e dov'erano localizzate le fucine, le abitazioni e le altre attività.

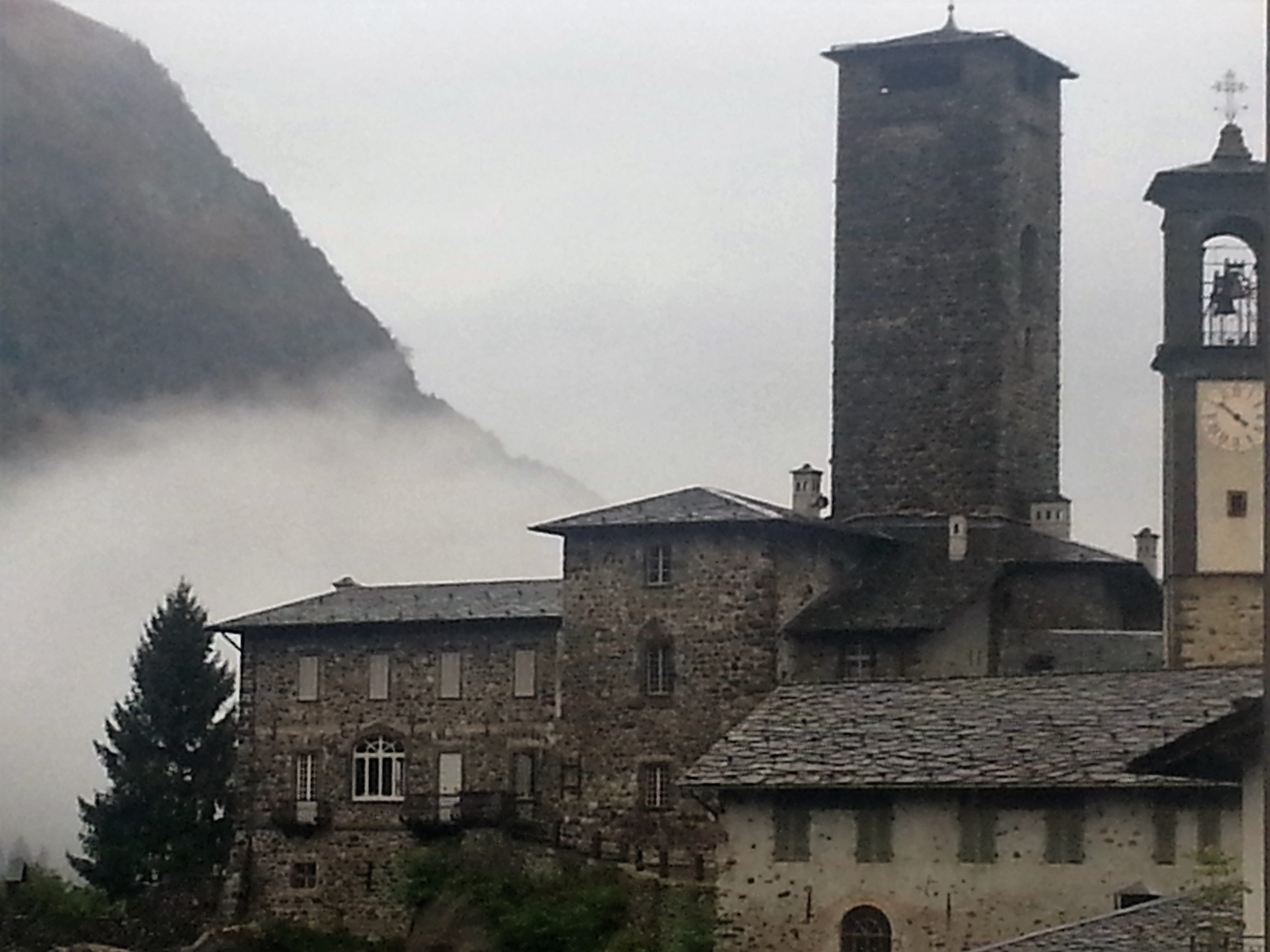
castello e torre Ginami Bucelleni

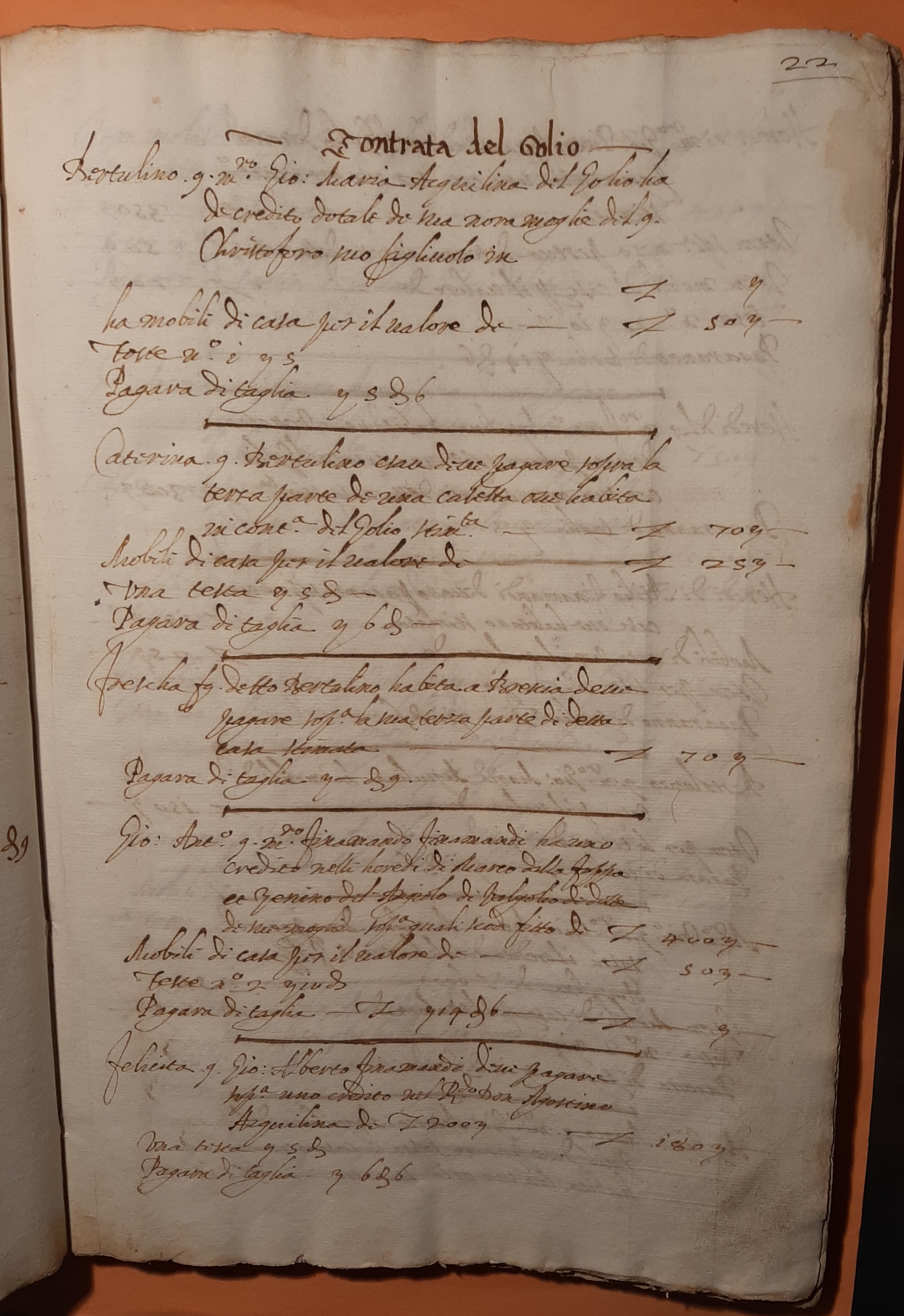
Contrada del Goglio registro estimi

## Cronaca
(Pietro Antonio Brasi Memoria storica intorno alla valle Seriana Superiore, 1823)

### Evento
L'evento rovinoso avvenne il 1º novembre 1666, festività di Ognissanti, a mezzogiorno. Concomitanti furono più eventi che, pur avendo cause diverse, si svilupparono in forma concatenante. Le testimonianze scritte raccontano di continui giorni di piogge abbondanti che avevano gonfiato il torrente, fatto sicuramente non raro, dato che le sue acque non erano regolate da dighe o bacini artificiali.
Le testimonianze raccolte tra i pastori che sostavano la località presente sul versante opposto della valle e che si trovarono l'evento di fronte, narrano di un forte vento che fece volare persone e massi; successivamente si avvertì un forte boato, causato dal cedimento di una parte del monte chiamato Cima Bani, crollo probabilmente causato dalle piogge e dal grave disboscamento occorso nei secoli per soddisfare alla grande necessità delle fucine di carbone a legna, che avevano reso instabile il terreno; scendendo verso la valle, la frana trascinò con sé alberi e sassi, lambendo la frazione Novazza di Valgoglio, fino alla frazione Colarete dove si collocò sopra il torrente Goglio, ostruendolo formò un lago, il quale gonfio d'acqua, terra e detriti esondò, trascinando con sé il materiale e ogni cosa trovata lungo il suo percorso, nonché le fucine, con i forni, i magli, i magazzini, le case, e anche due piccole chiese. Il libro di Gabriele Medolago cita a pagina 26: la chiesa venne interamente distrutta... con alcuni beni situati nella medesima contrada e non vi era speranza di potervi riedificare chiese né altro per l'instabilità del fiume.
Giunta sul fondovalle, tale frana ostruì il Serio, che gonfiato dai materiali e dalle piogge incessanti straripò, portando con sé uomini e case, oltre il confine del paese.
Tutto questo si compì nel tempo di un pater nostro.

### Testimonianze
(notaio Bartolomeo Scacchi, Comune di Gromo)
 inizia così la relazione del notaio Bartolomeo Scacchi; mentre quella del Capitano relatore con Venezia racconta 
(Capitano Giovanni Francesco Dandolo, 3 novembre 1666, Archivio di Stato di Venezia)

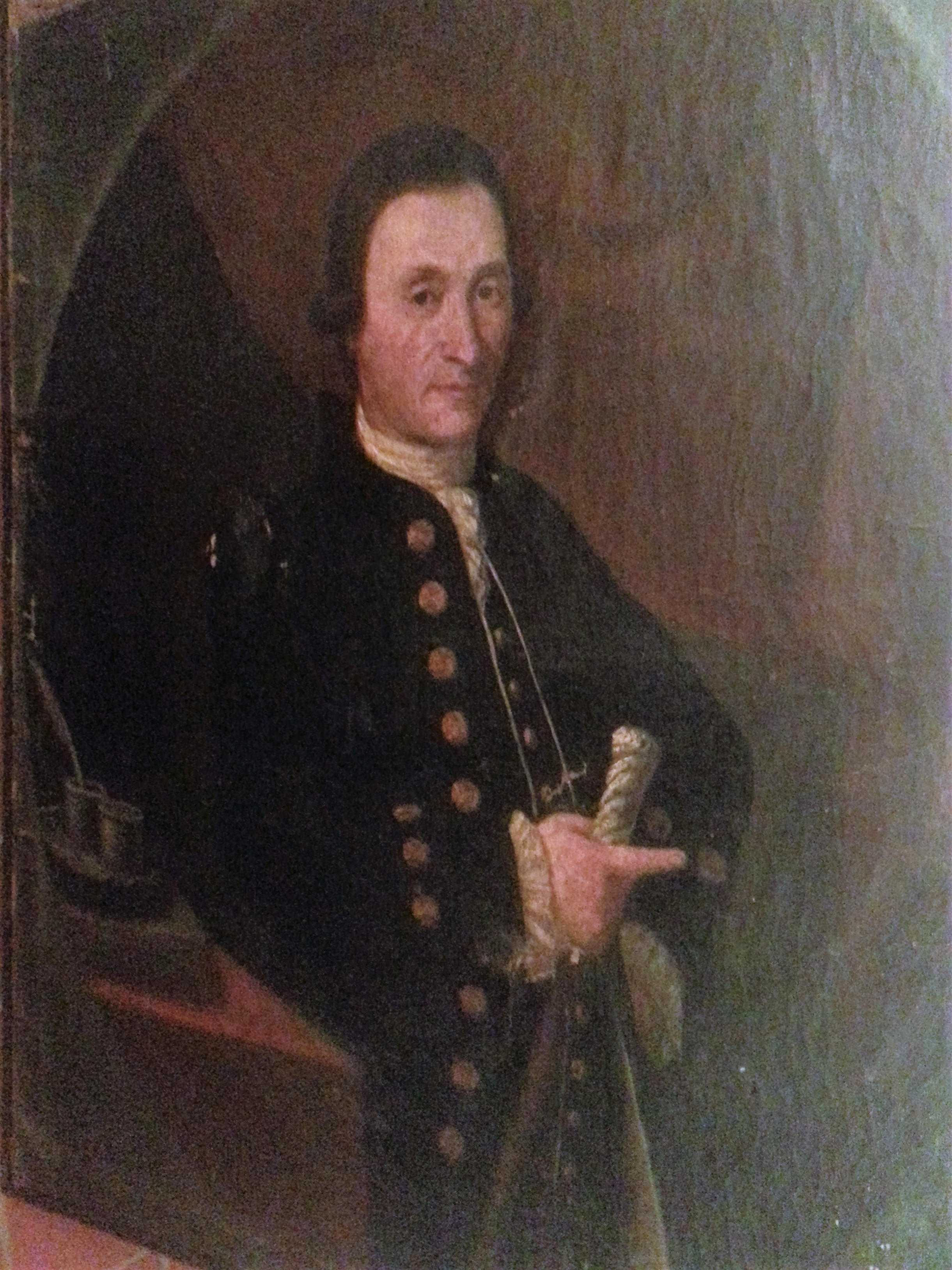
Notaio Gregorio Scacchi

La geografia del paese dislocato in tre ben distinti nuclei, posto sul lato ovest del fiume Serio, e l'evento svoltosi in un giorno festivo, salvarono buona parte dei paesani: infatti le vittime documentate sono in numero che varia dai 63 a 67.
La contrada del Goglio era posta nella parte più a sud del paese; erano qui presenti 27 fucine; le case delle maestranze; due piccole chiese, quella di San Rocco, il piccolo oratorio detto di Santa Croce e due ponti che permettevano l'accesso alla zona a nord della valle.
Nella parte superiore c'era il borgo, situato su un'altura, con il castello e il palazzo abitati dalle famiglie nobili e più a nord della valle, la chiesa parrocchiale, quella che, dato l'orario del mezzogiorno, fortunatamente accoglieva i fedeli per le funzioni del giorno di Ognissanti.
Le testimonianze dell'evento sono documentate fin dai primi giorni. Il 3 novembre fu trasmesso dal Capitano Francesco Dandolo e Gerolamo Giustiniano podestà, un dispaccio a Venezia con la cronaca dettagliata degli eventi, dei danni e delle vittime; tale documento è conservato nell'archivio di Stato di Venezia. Il 6 novembre, venne in sopralluogo l'arciprete di Clusone Alessandro Ghirardelli e, malgrado ne abbia lasciato una sua testimonianza un po' enfatizzata, descrive non solo i danni materiali, ma la situazione emotiva dei paesani; così come lo fa il documento del notaio Gregorio Scacchi, ora conservato negli archivi della parrocchia di Gromo.
L'esondazione del Serio portò a valle non solamente detriti, bensì i corpi delle vittime, che sono documentati nei registri parrocchiali. I resti dei morti estratti dalle acque del fiume, sono documentati negli archivi di Parre, Alzano Lombardo, fino a Seriate.
L'evento fu riportato anche dallo storico Giovanni Maironi da Ponte

### Conseguenze
Le conseguenze furono gravi perché, sia nel comune di Gromo che di Valgoglio, la rovina aveva distrutto l'attività principale. Le 27 fucine,. che sapevano produrre fino a 1000 lame da spada al giorno, e che davano lavoro alle famiglie della comunità, erano completamente distrutte. Il calo demografico entro il primo mese fu del 30%, l'alluvione aveva obbligato la manovalanza a migrare in altre località, trovandosi improvvisamente senza lavoro e non potendo attendere la ricostruzione che non poteva essere immediata; persino i morti non furono estratti subito dalle macerie, ma vengono documentati nei registri della chiesa dal dicembre 1666 a tutto il 1667.
A Venezia si iniziarono pratiche per agevolamenti dei tributi, che furono concessi inizialmente per cinque anni, per poi essere rinnovate di volta in volta. I danni furono stimati in 60000 scudi, che giustificarono le esenzioni al pagamento di tributi e censi, praticate dal 1666 fino alla metà del XVIII secolo. Nel 1733 venne stilato un elenco delle famiglie che avevano diritto a un risarcimento da parte della repubblica veneta.
Il recupero e la ricostruzione furono molto lenti; passarono infatti cinquant'anni prima che la parte distrutta dell'abitato fosse riutilizzata; si costruirono altre fucine, ma l'attività che aveva reso famoso il paese di Gromo, non fruttò più i medesimi profitti: i tempi erano ormai cambiati, le richieste erano diverse; viene comunque documentata una produzione successiva, non solo di armi bianche ma anche di archibugi.